# Michael Kinski
Michael Kinski (* 1962) ist ein deutscher Japanologe.

## Leben
1987 erwarb er den Magister an der Ruhr-Universität Bochum. Von 1988 bis 1990 absolvierte er ein Doktorandenstudium an der Universität Tokio. Nach der Promotion 1991 in Tübingen war er von 1991 bis 1993 wissenschaftlicher Angestellter, Seminar für Japanologie, Universität Tübingen. Von 1993 bis 1998 leitete er das Zentrum für japanische Sprache der Universität Tübingen in Kyôto (Dōshisha-Universität). Von 1998 bis 2000 war er Lehrkraft für besondere Aufgaben, Japanzentrum, Humboldt-Universität zu Berlin. Von 2000 bis 2006 war er wissenschaftlicher Assistent am Japanzentrum der Humboldt-Universität zu Berlin. Nach der Habilitation 2004 an der Humboldt-Universität zu Berlin vertrat er von 2006 bis 2007 die Professur für Japanologie an der Universität Zürich. Von 2007 bis 2009 war er Lehrkraft für besondere Aufgaben, Japanzentrum, Humboldt-Universität zu Berlin. Seit 2009 lehrt er als Professor für Japanische Kultur- und Ideengeschichte, Japanologie, an der Goethe-Universität.
Seine Forschungsschwerpunkte sind theoretische Ordnungsentwürfe: Japanische Geistesgeschichte der Frühmoderne (Konfuzianismus, Ethik, politische Ideen), praktische Ordnungsentwürfe: Verhaltensvorschriften der japanischen Anstandsliteratur (Eßnormen seit dem 16. Jahrhundert im historischen Überblick und ihre sozialgeschichtliche Bedeutung), frühmoderne japanische Lebensstile und Werteorientierungen im Spiegel der Ratgeberliteratur, Wissenschaftsgeschichte am Beispiel der „Hollandstudien“ im Japan des 18./19. Jahrhunderts, materielle Kultur: japanische Esskultur und Geschichte der Kindheit und Kindheitsbilder in Japan.
2013 wurde er zum ordentlichen Mitglied der Academia Europaea gewählt.

## Schriften (Auswahl)
- Knochen des Weges. Katayama Kenzan als Vertreter des eklektischen Konfuzianismus im Japan des 18. Jahrhunderts. Wiesbaden 1996, ISBN 3-447-03680-X.
- „Riten“ beginnen bei „Essen und Trinken“. Entwicklung und Bedeutung von Etikettevorschriften im Japan der Edo-Zeit am Beispiel der Tischsitten. Wiesbaden 2013, ISBN 978-3-447-06887-1.
- als Herausgeber mit Gerhard Leinss, Matthew Königsberg, Markus Rüttermann und Harald Salomon: En – Nexus. Japanische Episoden übersetzt für die Ökumene. Klaus Kracht zu Ehren aus Anlaß seiner Emeritierung. Wiesbaden 2013, ISBN 978-3-447-10038-0.
- als Herausgeber mit Eike Großmann und Harald Salomon: Kindheit in der japanischen Geschichte. Vorstellungen und Erfahrungen. Childhood in Japanese history. Wiesbaden 2015, ISBN 3-447-10502-X.